# Тецца, Кристован
Кристован Тецца (порт.  Cristóvão Tezza, 21 августа 1952, Лажис) — бразильский писатель, филолог, журналист.

## Биография
В восьмилетнем возрасте вместе с семьей переехал в Куритибу, где живёт и в настоящее время. В юности служил на торговом флоте, жил в коммуне хиппи, был актером. Сейчас преподает в университете. Автор 10 романов. Защитил диссертацию по научному наследию Бахтина (2003).

## Произведения
- 1979 — Gran Circo das Américas
- 1980 — Придуманный город/ A Cidade Inventada (новеллы)
- 1981 — O Terrorista Lírico
- 1982 — Очерк страсти/ Ensaio da Paixão
- 1988 — Ловушка/ Trapo, инсценирован в 1992
- 1989 — Aventuras Provisórias
- 1989 — Juliano Pavollini
- 1991 — Нежность ветра/ A Suavidade do Vento
- 1994 — Призрак детства/ O Fantasma da Infância
- 1995 — Ночь в Куритибе/ Uma Noite em Curitiba
- 1998 — Breve Espaço entre a Cor e a Sombra, премия Машаду де Асиса
- 2004 — Фотограф/ O Fotógrafo, премия Бразильской академии литературы
- 2007 — Вечный ребёнок/ O filho eterno, премия Жабути и ещё 8 национальных и зарубежных премий, финалист Дублинской литературной премии, переведен на основные европейские языки, инсценирован в 2011
- 2010 — Um erro emocional
- 2011 — Beatriz (новеллы)
- 2012 — O espírito da prosa, uma autobiografia literária (эссе)